# Амвросій (Скобіола)
Архієпископ Амвросій (справжнє ім'я Андрій Петрович Скобіола; нар. 22 лютого 1980, Корсаков, Сахалінська область, РРФСР, СРСР) — архієрей РПЦвУ, архієпископ Волноваський, вікарій Донецької єпархії,настоятель Свято-Василівського чоловічого монастиря в с. Микільське Волноваського району Донецької області . Громадянин Росії.
Тезоіменитство — 23 жовтня (10 жовтня за старим стилем в день пам'яті прп. Амвросія Оптинського).

## Життєпис
Народився 22 лютого 1980 року в м. Корсаков, Сахалінської області, РРФСР в родині робітника.
У 1983 році прийняв таїнство Хрещення, того ж року зі своєю сім'єю переїхав до України в місто Ясинувата Донецької області.
З 1987 по 1997 роки навчався в загальноосвітній школі. Після школи закінчив водійські курси, потім влаштувався на роботу в Ясинуватський машинобудівний завод на посаду автослюсаря. Паралельно протягом 5 років ніс послух паламаря і читця в Святомиколаївському храмі в місті Ясинувата Донецької області.
У 1999 році вступив у створювану Миколо-Василівську обитель в селі Микільське Волноваського району Донецької області, де спочатку ніс послух церковника, а потім келейника намісника обителі схиархімандрита Зосими (Сокура).
22 серпня 2001 року був пострижений в чернецтво з нареченням імені Амвросій, на честь преподобного Амвросія Оптинського.
7 жовтня 2001 року був висвячений у сан ієродиякона. 10 грудня 2003 року висвячений у сан ієромонаха. 18 квітня 2006 року возведений у сан ігумена.
У 2008 році вступив до Санкт-Петербурзької духовної семінарії У 2017 році був зарахований на 2-й курс Санкт-Петербурзької духовної академії (бакалаврат, заочна форма навчання). Згодом почав навчатися у Київській духовній академії.
22 березня 2012 року возведений у сан архімандрита.
4 жовтня 2013 року призначений виконуючим обов'язки, а 20 червня 2014 року — намісником (ігуменом) Свято-Василівського чоловічого монастиря Донецької єпархії УПЦ (МП).
3 квітня 2019 року синод УПЦ МП обрав Амвросія єпископом Волноваським, вікарієм Донецької єпархії. 6 квітня 2019 року у храмі на честь прп. Антонія і Феодосія Печерських Києво-Печерської лаври була звершена архієрейська хіротонія. Богослужіння очолив митрополит Київський і всієї України Онуфрій (Березовський). Йому співслужили митрополити Хустський і Виноградівський Марк (Петровцій), Донецький і Маріупольський Іларіон (Шукало), Вишгородський і Чорнобильський Павел (Лебідь), Луганський і Алчевський Митрофан (Юрчук), Бориспільський і Броварський Антоній (Паканич), Святогірський Арсеній (Яковенко), Горлівський і Слов'янський Митрофан (Нікітін), Ізюмський і Куп'янський Єлисей (Іванов), архієпископи Бучанський Пантелеймон (Бащук), Бердянський і Приморський Єфрем (Ярінко), єпископи Баришівський Віктор (Коцаба), Білогородський Сильвестр (Стойчев), Добропільський Спиридон (Головастов), Переяслав-Хмельницький Діонісій (Пилипчук), гості у священному сані та духовенство Лаври.
Поранений внаслідок обстрілів під час російсько-української війни.
В січні 2023 року позбавлений громадянства України указом президентом України за підтримку агресії проти України.

## Церковні нагороди
- подвійний орар (21 січня 2003)
- хрест з прикрасами (29 серпня 2009)